# Pepe O'Inglés
Pepe o inglês é uma série da TVG que começou a emitir-se em 13 de fevereiro de 2006. Trata-se duma comédia de situação centrada no Pepe, proprietário duma oficina de reciclagem. Homem fascinado por todo o inglês, faz com o Suso, um seu ajudante, pequenos inventos. Porém, tudo muda com a chegada da Pilar ao bairro.

## Argumento
A serie começa com a chegada da Pilar ao bairro. É uma mulher metódica, ordenada e legalista, que chocará desde o princípio com o Pepe, um mecânico retirado com manhas de inventor que leva uma vida caótica a construir artifícios na sua oficina.
"Pepe o inglês" mostra também a vida dum bairro que se resiste a perder a sua personalidade e sucumbir aos ataques da especulação. A oficina do Pepe é o bastião principal dessa resistência, um terreno que mantém sem vender apesar das ofertas dos construtores. 

## Reparto
- Pilar (Patricia de Lorenzo).
- Pepe "o inglês" (Miguel de Lira).
- Telmo Negreira (Manuel Cortés), taxista.
- Suso "Pajarito" (Xesús Ron), ajudante do Pepe na oficina.
- Lola (Paula Carballeira).
- Armando Moscoso (Pepe Penabade), construtor.
- Susana (Marta Pazos), vizinha da Pilar.
- Richi (Marcos Carballido), irmão da Lola.
- Ugio (Marcos Correa).
- Filipa (Carolina Vázquez).
- Mehmet (Marco Aurelio).
- Fredy (Federico Rey).
- Tacher, a fêmea de corvo que faz companhia ao Pepe na oficina.